# 화척
화척(禾尺)은 후삼국 시대로부터 고려 시대에 걸쳐 떠돌아다니면서 천업에 종사하던 무리로서, 무자리, 양수척(楊水尺)이라고도 한다.

## 개요
왕건의 후백제(後百濟) 정벌시 끝까지 저항한 유민, 반란(叛亂) 등으로 국경 밖으로 추방된 사람들, 혹은 거란(契丹) · 여진(女眞) 귀화인의 후예이다. 그들은 다시 고려로 돌아와 사냥을 하거나 고리(고리버들 가지의 마른 껍질 또는 그것으로 만든 그릇이나 물건, 또는 그와 비슷하게 갈대나 대나무 등으로 만든 물건)를 만들어 팔고 도살(屠殺), 유기(鍮器) 제조 따위를 생업으로 했다. 나라에선 이들을 고려인(高麗人)으로 보지 않았기에, 관적(貫籍)과 부역(賦役)이 없었다. 이들은 여러 인습(因襲)과 차별의 대상이었기에 고려 중기 요나라 침입시 길잡이 노릇을 하거나, 고려 말 왜구로 가장하여 해안가를 노략질 하기도 했다. 조선시대 세종대왕(世宗大王)은 이들을 당시 평민의 명칭인 백정(白丁)이라 부르게 하고, 나라의 백성으로 삼도록 했다. 광대 · 백정 · 기생은 이들의 후예라 한다.

## 같이 보기
- 고려의 신분제도
- 사회 계급
- 재인

## 참고 자료
- 이 문서에는 다음커뮤니케이션(현 카카오)에서 GFDL 또는 CC-SA 라이선스로 배포한 글로벌 세계대백과사전의 "〈고려의 정치·경제·사회구조〉" 항목을 기초로 작성된 글이 포함되어 있습니다.